# Masja Rasputina
Masja Rasputina (ryska: Маша Распутина), egentligen Alla Nikolajevna Agejeva (Алла Николаевна Агеева), född 13 maj 1965 i byn Urop i Kemerovoregionen, rysk musiker, popsångerska och skådespelerska.
Rasputina är en relativt välkänd person i Ryssland, bland annat omskriven för sina tidigare privata relationer med sångaren Filipp Kirkorov, då denne var gift med Alla Pugatjova.

## Diskografi
- 2003 — Roza tjajnaja
- 2001 — Zjivi, strana!
- 2000 — Potseluj menja pri vsech
- 1998 — Тy menja ne budi
- 1995 — Ja byla na Venere
- 1994 — Sinij ponedelnik
- 1993 — Ja rodilas' v Sibiri
- 1991 — Gorodskaja sumassjedsjaja

## Videor
- 2005 — Dzjalma
- 2004 — Mosty
- 2003 — Metjta
- 2003 — Roza tjajnaja
- 2003 — Dozjd' sumassjedsjij
- 1999 — Plat'je iz roz
- 1998 — Ty menja ne budi
- 1998 — Ty upal s luny
- 1996 — Chuligantjiki
- 1995 — Ach, Odessa